# 브루나이의 구
브루나이는 4개 구로 구성되어 있다. (괄호 안에 있는 내용은 행정 중심지)
1. 블라잇구 (쿠알라블라잇)
2. 브루네이무아라구 (반다르스리브가완)
3. 틈부롱구 (방아르)
4. 투통구 (프칸투통)